# Hòa Thạc Thân vương
Hòa Thạc Thân vương (giản thể: 和硕亲王, phồn thể: 和碩親王, tiếng Mãn: ᡥᠣᡧᠣᡳ
ᠴᡳᠨ
ᠸᠠᠩ, Möllendorff: hošo i cin wang, Abkai: hoxo-i qin wang, gọi tắt là Thân vương) là tước vị cao nhất mà Hoàng đế nhà Thanh phong cho các Tông thất và Ngoại phiên. Trong Tông thất, chỉ có các Hoàng tử hoặc anh em trai của Hoàng đế mới được phong tước vị này. Tại Ngoại phiên Mông Cổ thuộc Thanh hay còn gọi là Mông Cổ Minh kỳ, tước vị này xếp thứ hai sau Hãn. Thanh Thái Tông phỏng theo chế độ quý tộc của nhà Minh mà lập ra tước vị này, thêm vào hai chữ "Hòa Thạc", có nghĩa là "người được đặc biệt tôn kính" hay "một phương" trong tiếng Mãn Châu.
Mười hai chi tộc của Hoàng thất nhà Thanh được thế tập võng thế (kế thừa tước vị mà không bị giáng tước) được xưng là Thiết mạo tử vương, bao gồm mười Thân vương Lễ, Duệ, Dự, Túc, Trịnh, Trang, Di, Cung, Thuần, Khánh và hai Quận vương Thuận Thừa, Khắc Cần. Những tước vị khác đều bị giáng tước khi tập tước, trừ số ít ngoại lệ được Hoàng đế gia phong.